# 伊波伊瑟格
伊波伊瑟格，是匈牙利诺格拉德州所辖的一个村。总面积6.11平方公里，总人口648，人口密度106.1人/平方公里（2011年1月1日）。